# رضا افتخاری
سید رضا افتخاری مدیر ورزشی اهل ایران است. و سال ۱۳۹۱ رئیس کمیته فوتسال و سرپرست سازمان لیگ فوتسال ایران شد.
مدیرعامل پیشین استقلال بعد از صدور این رای به کمیته استیناف شکایت کرد تا این محکومیتش مورد بازنگری قرار بگیرد.
بعد از گذشت نزدیک به یک سال و بررسی تمام پرونده ها و اسناد مختلف، کمیته استیناف محرومیت افتخاری را ۴ سال کاهش داد. به این ترتیب افتخاری فقط مشمول یک سال محرومیت آنهم به خاطر عدم نظارت به عنوان یک مدیر بر مجموعه های خود شد و این محرومیت به پایان رسیده است.

## تاریخچهٔ سمت‌ها
- دبیرکل فدراسیون فوتبال ایران در دوران ریاست مصطفوی (۱۳۷۴–۱۳۷۵)[۲]
- سرپرست تیم ملی فوتبال ایران (۱۳۷۶–۱۳۸۱)[۳]
- مدیرکل تربیت‌بدنی استان زنجان[۳]
- نائب رئیس دوم فدراسیون فوتبال ایران (۱۳۸۵–۱۳۸۶)[۲]
- رئیس سازمان لیگ فوتبال ایران (۱۳۸۵–۱۳۸۶)[۲]
- مدیرکل تربیت‌بدنی استان تهران (۱۳۸۸–۱۳۹۰)[۲][۳]
- عضو کمیته استیناف فدراسیون فوتبال ایران (۱۳۸۸–۱۳۹۰)[۲]
- رئیس کمیته فوتسال (۱۳۹۱–0000)[۴]
- سرپرست سازمان لیگ فوتسال ایران (۱۳۹۱–0000)[۲]
- مدیر عامل باشگاه فوتبال استقلال تهران (۱۳۹۵–۱۳۹۷)[۵]

## افتخاراتباشگاه فوتبال استقلال تهراندر زمان ریاست
- لیگ برتر فوتبال ایران

 نایب‌قهرمان (۱): ۹۶–۱۳۹۵
 مقام سوم (۱): ۹۷–۱۳۹۶
- جام حذفی فوتبال ایران

 قهرمان (۱): ۹۷–۱۳۹۶
- سوپر جام فوتبال ایران

 نایب‌قهرمان (۱): ۱۳۹۷
مجموع: ۱ قهرمانی